# Eocuma agrion
Eocuma agrion är en kräftdjursart som beskrevs av John Todd Zimmer 1914. Eocuma agrion ingår i släktet Eocuma och familjen Bodotriidae. Inga underarter finns listade i Catalogue of Life.